# Paul Faure (archéologue)
Pour les articles homonymes, voir Faure et Paul Faure (homonymie).
Paul Faure, né le 1er janvier 1916 à Paris où il est mort le 13 juillet 2007, est un archéologue français. Il est spécialiste de la civilisation minoenne. Il est diplômé de l'École normale supérieure en 1938.

## Carrière
Professeur au lycée d'Amiens (1943-1946) et de Villemomble (1946-1947), au lycée Henri-IV à Paris (1947-1948), à l’Institut français de Vienne (1949-1950).
Il est professeur de langue et de civilisation grecques à l'université Clermont-Ferrand II jusqu'à son éméritat. Docteur honoris causa de l'université d'Athènes, il participe tout au long de sa carrière académique à des voyages d'études d'ordre historique, géographique et linguistique autour de la mer Méditerranée et en Asie. Il reconstitue avec ses collègues la plus grande partie des campagnes militaires d'Alexandre le Grand au Proche et Moyen-Orient.
Il a beaucoup étudié et publié sur la civilisation minoenne, en particulier sur le Linéaire A, écriture crétoise indéchiffrée. Il a fait l'hypothèse que la langue du Linéaire A  est une langue pré-hellénique de caractère indo-européen. Il a cru décrypter le fameux Disque de Phaistos, lequel, comme on sait, étant un « unicum », est indéchiffrable.
Sa bibliographie comprend plus de 70 articles et ouvrages publiés de 1961 à 2003. Faure est citoyen honoraire d'Héraklion en Crète.

## Ouvrages (sélection)
- Fonctions des cavernes crétoises. École française d'Athènes, Paris, E. de Boccard, coll. « Travaux et mémoires », no 14, 1964
- La vie quotidienne en Crète au temps de Minos (1500 av.J.-C.), Paris, Hachette, 1973, prix Marie-Eugène Simon-Henri-Martin de l’Académie française en 1974
- La vie quotidienne en Grèce au temps de la Guerre de Troie (1250 avant Jésus-Christ), Paris, Hachette, 1975, prix Albéric-Rocheron de l’Académie française en 1976
- Kreta. Das Leben im Reich des Minos. Reclam, Stuttgart, 1976 (traduit par Isolde et K. F. Eisen)
- La vie quotidienne des Colons Grec de la mer Noire à l'Atlantique au siècle de Pythagore (VIe siècle avant J.-C.), Paris, Hachette, 1978, prix Albéric-Rocheron de l'Académie française en 1979
- Ulysse le Crétois, Paris, Fayard, 1980
- Henri Schliemann : une vie d'archéologue, Jean-Cyrille Godefroy, Paris, 1982[5]
- Alexandre, Paris, Fayard, 1985.
- Parfums et aromates de l'Antiquité, Paris, Fayard, 1987
- Recherches de toponymie crétois, Amsterdam, Opera Selecta. Adolf M. Hakkert, 1989
- Magie der Düfte. Eine Kulturgeschichte der Wohlgerüche. Von den Pharaonen zu den Römern, München and Zürich, Artemis Verlag, 1990 (traduit par Barbara Brumm)
- Iera spilea tis Kritis (traduit par Sifis Kamaris), Héraklion, Vikelea Vivliothiki, 1996

## Décorations
- Officier de la Légion d'honneur
- Officier de l'ordre national du Mérite
- Commandeur des Palmes académiques